# Странник (фильм, 2001)
«Странник» (англ. The Journeyman) — вестерн американского режиссёра Джеймса Краули, в основе которого лежит история двух братьев, разлучённых разбойниками много лет назад.

## Сюжет
Когда-то жестокий мир Дикого Запада разлучил юных братьев. Старший был похищен бандитами. Младший попал к мексиканскому священнику. Казалось, что они уже никогда не встретятся.
Прошли годы. И вот на бескрайних просторах прерий начинается большая охота. Все ищут одинокого разбойника. Одни — чтобы убить, другие — чтобы спасти. Кто найдёт его первым?
«Странник» продолжает традиции таких классических вестернов, как «Дилижанс», «Великолепная семёрка», «Золото Маккенны», «За пригоршню долларов».

## В ролях
- Брэд Хант — Morphinist
- Дэниэл Лапэйн — Journeyman
- Дэш Майхок — Walter P. Higgs III
- Эри Вервин — Horace Marywell
- Бэрри Корбин — Charlie Ledbetter
- Ассумпта Серна — Cleopatra
- Бертон Гиллиам — Silas Bishop
- Джон Бизли — Cleofas
- Леон Сингер — Lucio Buenstro
- Вилли Нельсон — Samuel Hancock